# W. H. Lane Crauford
W. H. Lane Crauford var pseudonymen för den brittiske författaren William Harold Craxford, född 1884, död 1955. Craxford föddes in i en teaterfamilj men arbetade större delen av sitt liv på Midland Bank. På sin fritid publicerade han många romaner, varav en del var kriminalromaner och andra lätta sociala komedier i P. G. Wodehouses anda. Totalt skrev han 35-49 separata böcker.

### Kriminalare
- The Missing Ace (1931)
- The Hawkmoor Mystery (1932)
- The Crimson Mask (1932)
- Judy (1933)
- The Final Curtain (1934)
- The Ravenscroft Mystery (1934)
- Murder To Music (1936)
- Joseph Proctor's Money (1948)
- The Bride Wears Black (1948)
- Smooth Killing (1949)
- Till Murder Do Us Part (1949)
- Elementary My Dear Freddie (1950)
- Drakemere Must Die (1950)
- A Man's Shadow (1951)
- The Dearly Beloved Wives (1953)
- The Ivory Goddess (1954)

### Komedi
- Judy (1933)
- Sally to Oblige (1934)
- When The Devil Was Well (1934)
- The Imperfect Gentleman (1935)
- Pat Preferred (1935)
- The Sixteenth Earl (1936)
- And Then A Boy (1936)
- Priscilla Goes Astray (1938)
- The Marriage Of Sophie (1940)
- Gentlemen, The Queen (1942)
- The Sky's The Limit (1943)
- The Stork and Mr. Melvil (1944)
- Time Gentlemen, Please (1944)
- And Then There Were Nine (1945)
- Money For Jam (1946)
- One Man's Meat (1952)
- Murder Of A Dead Man (1952)
- Another Woman's Poison (1954)